# Войска Киевской области ВСЮР
Войска́ Ки́евской о́бласти Вооружённых сил Юга Росси́и (ВСЮР) — оперативно-стратегическое объединение войск Вооружённых сил Юга России в сентябре-декабре 1919 г. на территории Киевской области Юга России (территориально-административная единица, образованная командованием ВСЮР 25 августа 1919 г. на месте Киевской, Черниговской и Подольской губерний бывшей Российской империи).
Образованы в Киеве 7 сентября 1919 г. через неделю после взятия города войсками ВСЮР (31 августа). Принимали участие в боевых действиях против войск РККА, петлюровских и галицких вооружённых формирований, которым нанесли ряд тактических поражений. Максимальная численность — до 9 000 штыков и сабель. Штаб в г. Киеве. Командующий — генерал А. М. Драгомиров. Расформированы 29 декабря 1919 г.

## Состав
Первоначальную базу войск Киевской области ВСЮР составляла группа войск генерала Н. Э. Бредова, выделенная генералом А. И. Деникиным из состава Добровольческой Армии после взятия Полтавы в конце июля 1919 года для похода на Киев.
5 октября 1919 в состав войск Киевской области был включён 2-й армейский корпус генерала М. Н. Промтова, 9-я пехотная дивизия и 2-я Терская пластунская бригада. В состав войск области входили также Осетинский стрелковый батальон, 3-й Осетинский конный полк, Волчанский партизанский отряд, 8-я отдельная телеграфная рота и 6-й автомобильный батальон. Из механизированных частей в состав войск Киевской области были переданы 3-й отряд танков, 3-й бронепоездной дивизион, отдельный бронепоезд «Баян», 2-й отряд 1-го бронеавтомобильного дивизиона, 2-й авиадивизион и 1-й отряд 1-го авиадивизиона В составе войск воевали и малочисленные офицерские дружины, составленные из пожилых офицеров местных городов, в частности, Роменская и Нежинская офицерские дружины в несколько десятков человек, а также Киевский офицерский полк, имевший более значительный состав. На 5 октября 1919 г. войска Киевской области ВСЮР насчитывали всего 8 551 штык и 331 саблю при 220 пулемётах и 74 орудиях.
Состав на 5-го Октября 1919 года :
2-й Армейский корпус :
Сводно-гвардейская дивизия :
Сводный полк 1-й гвардейской пехотной дивизии 
Сводный полк 2-й гвардейской пехотной дивизии
Сводный полк 3-ой гвардейской пехотной дивизии
Сводный полк Гвардейской стрелковой дивизии
Запасной батальон 
Сводная гвардейская артиллерийская бригада 
5-я пехотная дивизия:
1-й Сводно-гвардейский полк
2-й Сводно-гвардейский полк 
Сводный полк 19-й пехотной дивизии 
Сводный полк 20-й пехотной дивизии 
80-й пехотный Кабардинский полк
Запасной батальон 
Сводная гвардейская артиллерийская бригада 
Гвардейская инженерная рота 
7-я пехотная дивизия:
Сводный полк 4-й стрелковой дивизии 
42-й пехотный Якутский полк
Сводный полк 15-й пехотной дивизии 
Запасной батальон 
7-я артиллерийская бригада 
7-я инженерная рота 
9-я пехотная дивизия:
Алексеевский пехотный полк 
Белозерский пехотный полк 
Олонецкий пехотный полк 
Сводно-стрелковый полк
Запасной батальон 
9-я артиллерийская бригада 
9-я инженерная рота 
2-я Терская пластунская бригада 
Осетинский стрелковый батальон 
3-й Осетинский конный полк 
Волчанский партизанский отряд 
Киевский офицерский полк
Офицерские дружины
8-я отдельная телеграфная рота 
6-й автомобильный батальон
3-й отряд танков
3-й бронепоездной дивизион
отдельный бронепоезд «Баян»
2-й отряд 1-го бронеавтомобильного дивизиона
2-й авиадивизион 
1-й отряд 1-го авиадивизиона

## Командование

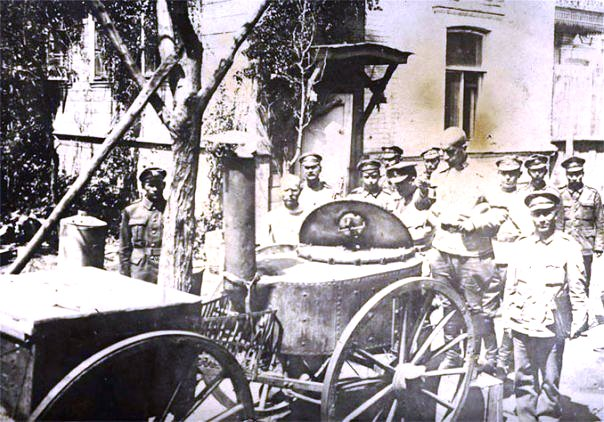
Генерал Н. Э. Бредов проверяет пищу полковой кухни войск Киевской области ВСЮР, Киев, сентябрь 1919 г.

- Командующий — главноначальствующий Киевской области генерал от кавалерии А. М. Драгомиров
- Помощник командующего — генерал В. Е. Флуг.
- Начальник штаба — генерал-лейтенант М. Н. Вахрушев.
- Генерал-квартирмейстер — генерал-майор А. Н. Шуберский.
- Дежурный генерал — полковник (В. П.?) Базилевич (с 3 ноября 1919 г).
- Инспектор артиллерии — генерал-лейтенант М. И. Репьев (с 13 ноября 1919 г).
- Начальник снабжений — генерал-майор В. П. Бреслер.

## Участие в боях Гражданской войны
Часть войск Киевской области была задействована для борьбы с РККА севернее Киева и в районе Чернигова. Часть войск начала продвижение на житомирском направлении, оттесняя петлюровские части и устанавливая заслон житомирско-коростенской группировке РККА. В результате наступления войск РККА со стороны Житомира 14 октября 1919 г. войсками ВСЮР был потерян Киев, который был взят обратно 16 октября после трёхдневных городских боёв. Активные военные действия между украинскими войсками и ВСЮР начались 2 октября 1919 г. Войска ВСЮР отразили атаку 3-го Галицкого корпуса (командующий — генерал-четар А. Кравс) и подошедшего со стороны Липовца 1-го Галицкого корпуса (командующий — генерал-четар Осип Микитка) на Умань. 5-я пехотная дивизия ВСЮР перешла в контратаку в районе Фастов-Монастырище-Христиновка. В ходе общего наступления войск Киевской области ВСЮР в связке с войсками Новороссийской области к ноябрю 1919 г. галицкие и петлюровские части оказались рассечены надвое. Часть галицких войск, сохранивших боеспособность, отступила за Винницу и в район Каменец-Подольского. Петлюровские формирования преимущественно рассеялись. 6 ноября 1919 г. руководство Украинской галицкой армии, неохотно принимавшей участие в конфликте с белыми армиями, заключила перемирие и военный союз с войсками ВСЮР, по которому должна была в дальнейшем войти в состав ВСЮР. В самом конце 1919 г. войска Киевской области ВСЮР под напором войск РККА начали отступление к Одессе. 29 декабря 1919 г. они официально были расформированы ввиду потери белыми Киевской области.